# Halictus wollmanni
Halictus wollmanni är en biart som beskrevs av Blüthgen 1933. Halictus wollmanni ingår i släktet bandbin, och familjen vägbin. Inga underarter finns listade i Catalogue of Life.